# Jeleń (Łódź)
Pour les articles homonymes, voir Jeleń.
Jeleń est une localité polonaise de la gmina et du powiat de Tomaszów Mazowiecki en voïvodie de Łódź.